# 万超尘
万超尘（1906年10月28日—1992年10月28日），男，江苏南京人，中国美术片导演，早期动画片开拓者之一，曾任中国电影家协会理事。

## 家庭
兄万籁鸣、万古蟾，弟万涤寰皆为中国动画艺术片的创始人，合称万氏兄弟。